# Cryptocyclops linjanticus
Cryptocyclops linjanticus – gatunek widłonoga z rodziny Cyclopidae. Jako pierwszy opisał go w 1928 roku niemiecki zoolog Friedrich Kiefer, nadając mu nazwę Cyclops linjanticus. Jako miejsce typowe autor wskazał rzekę Linjanti w pobliżu jej ujścia do Zambezi (Afryka Południowa).